# آندریا سرویلی
آندریا سرویلی (انگلیسی: Andrea Servili؛ زادهٔ ۱۸ ژوئیهٔ ۱۹۷۵) بازیکن فوتبال اهل ایتالیا است.
از باشگاه‌هایی که در آن بازی کرده‌است می‌توان به باشگاه فوتبال آلساندریا اشاره کرد.